# سدریک مکسول
سدریک مکسول (انگلیسی: Cedric Maxwell؛ زادهٔ ۲۱ نوامبر ۱۹۵۵) بازیکن بسکتبال سابق اهل ایالات متحده آمریکا است. او ۱۱ فصل در ان‌بی‌ای بازی کرد و نقش کلیدی در کسب دو قهرمانی با تیم بوستون سلتیکس داشت.
از باشگاه‌های دیگری که در آن بازی کرده است می‌توان به لس آنجلس کلیپرز و هیوستون راکتس اشاره کرد.